# Kage Baker
Kage Baker, född 10 juni 1952 i Hollywood i Los Angeles i Kalifornien, död 31 januari 2010 i Pismo Beach i San Luis Obispo County i Kalifornien, var en amerikansk science fiction- och fantasy-författare.

## Biografi
Kage Baker föddes och växte upp i Hollywood i Los Angeles och bodde där och i Pismo Beach större delen av sitt liv. Hon debuterade som författare när hon var 45 år, då hennes första noveller publicerades samtidigt som hennes första roman, In the Garden of Eden. In the Garden of Eden kom att bli den första romanen i tidsresescience fiction-serien The Company, som kom att dominera hennes karriär. Kortromanen Kejsarinnan av Mars (The Empress of Mars) nominerades till Hugopriset och tilldelades Theodor Sturgeon-priset.
Kage Baker avled januari 2010 i livmodercancer. The Women of Nell Gwynne's, knuten till The Company, tilldelades efter hennes död Nebulapriset för bästa kortroman 2009.

### The Company-romaner
- In the Garden of Iden
- Sky Coyote
- Mendoza in Hollywood
- The Graveyard Game
- The Life of the World to Come
- The Children of the Company
- The Machine's Child
- The Sons of Heaven
- Not Less than Gods

### The Company-novellsamlingar
- Black Projects, White Knights
- Gods and Pawns

### The Company-kortromaner
- The Angel in the Darkness
- Rude Mechanicals
- The Empress of Mars (Kejsarinnan av Mars)
- The Women of Nell Gwynne's

### Andra verk
- Anvil of the World
- Mother Ægypt and Other Stories
- Dark Mondays
- The House of the Stag
- Where the Golden Apples Grow
- Or Else My Lady Keeps the Key
- The Hotel Under the Sand
- The Bird of the River